# 海口轨道交通
海口轨道交通是中华人民共和国海南省海口市预备建设的城市轨道交通线路。未来将与海口市郊列车和海澄文定城际铁路形成海口市多层次轨道交通线网网络。

## 历史
2011年，海口首次提出城市轨道交通规划，并规划三条轻轨线路。 其中1号线规划为有轨电车，原计划2014年开工，2017年建成运营。后因道路容量限制及环境因素影响而取消计划。
2017年，海口市政府与上海申通地铁集团签订《海口轨道交通服务合作意向书》。同年海口市交通运输与港航管理局发布《海口市轨道交通建设规划》编制及《海口市轨道交通一期建设线路（1号线和2号线）工程可行性研究》招标公告。根据招标文件，轨道交通线网共计规划7条线路，全长126km。呈“双日”骨架向外延伸型。由5条大运量线路（1、2、3、4、5号线）和3条中低运量线路（6号线、澄迈老城线、文昌铺前线）组成。近期规划建设1、2号线，线网呈十字形布局，全长48km。
2019年，《海口机场地下空间控制性工程环境影响报告书》发布，轨道交通预留结构采用A型地铁列车限界，站台亦满足6编组A型列车停靠。
同年底，海口市交通运输与港航管理局发布海口市轨道交通线网规划修编谈判公告，北京城建设计集团中标该项目。
目前轨道交通规划正在加快推进前期工作，计划将于2020年上报国家发改委审批。

## 线路规划
根据相关规划  ，远景规划由5条城市轨道交通线+4条市域线+2条单轨线组成，形成环+格+放射线网络格局。近期规划1、2号线两条线路，全长88.5km，设站54座。

### 城市轨道交通线路

#### 1号线
全线呈东西走向，自海口火车站始发，途经新海港，西海岸新区，中心城区，江东新区，美兰机场，终到规划中的临空经济园区。另设支线自桂林洋大道分岔，经过桂林洋开发区/高校区终到演丰镇。

#### 2号线
全线呈南北走向，自新埠岛始发，途经海甸岛，中心城区，海口东站，终到观澜湖度假区。

#### 3号线
全线呈东-南走向，自永兴镇始发，途经规划新海口南站，中心城区，江东新区起步区，终到海文大桥海口侧。

#### 4号线
全线呈西-北走向，自海口火车站始发，途经西海岸新区，椰海大道，江东新区，终到江东大道。

#### 5号线
全线呈南北走向，自桂林洋海岸始发，途经桂林洋新区，灵山镇，美兰机场，终到云龙镇。

### 市域线路
共有4条市域线路：

#### 马村-木兰线
自位于澄迈县的海口港马村港区始发，途经老城镇，后利用既有海南东环铁路海口段至美兰站引出至文昌市铺前镇，终到木兰港三沙市陆上保障中心。

#### 金江线
自海口站始发，途经美安新城，终到澄迈县金江镇。

#### 定安线
自海南东环铁路海口东站始发，并沿海南地区环线高速公路东段行进，终到定安县定城镇。

#### 文城线
自海南东环铁路美兰站始发，沿223国道行进，终到海南东环铁路文昌站。

### 单轨与有轨线路
规划两条单轨线路，分别为江东新区内单轨和临港新城片区内单轨，均为环线轨道。制式拟采用与芜湖轨道交通相同的单轨系统。海甸岛、新埠岛亦规划了有轨电车环线。